# 1780 au théâtre
| Années du théâtre : 1777 - 1778 - 1779 - 1780 - 1781 - 1782 - 1783    |
| Décennies du théâtre : 1750 - 1760 - 1770 - 1780 - 1790 - 1800 - 1810 |

## Événements
- janvier : Francesco Bigottini, François Duval-Malter, Jean Malter dit Hamoir et Jean-Nicolas Le Mercier s'associent pour diriger le Théâtre des Variétés-Amusantes à Paris.
- 7 avril : inauguration du Grand-Théâtre de Bordeaux avec la représentation d'Athalie de Racine.

## Pièces de théâtre représentées
- 3 janvier : Aucassin et Nicolette, opéra-comique de Sedaine et Grétry, Paris, Théâtre italien.
- 22 février : The Belle's Stratagem (en), comédie d'Hannah Cowley, Londres, théâtre royal de Drury Lane, avec David Garrick dans le rôle principal.
- 10 juillet : Adélaide ou l’Antipathíe contre l’amour, comédie en 2 actes et en vers décasyllabes de Gérard Dudoyer, Paris, Théâtre Français
- 5 août : The Chapter of Accidents, drame de Sophia Lee, mis en scène par George Colman, Londres, Théâtre de Haymarket.

## Naissances
- 13 juin : Antoine-Marie Coupart, auteur dramatique et chansonnier français, régisseur au Théâtre du Palais-Royal, mort le 17 octobre 1864.
- 28 juillet : Joaquína Sitchez, actrice et soprano espagnole, morte le 10 mai 1864.
- 25 septembre : Charles Robert Maturin, romancier et dramaturge irlandais, mort le 30 octobre 1824.
- 6 octobre : Antoine-Pierre-Charles Favart, auteur dramatique, peintre, graveur et diplomate français, mort le 28 mars 1867.
- 14 octobre : Louis Marie Joseph Belurgey, auteur dramatique français, mort le 17 janvier 1819.

## Décès
- 1er janvier : Jean-Nicolas Servandoni, dit D'Hannetaire, acteur et directeur de théâtre français, né le 3 novembre 1718.
- 3 mars : Jan Frans Cammaert, dramaturge et poète des Pays-Bas espagnols puis autrichiens, né le 27 mai 1699.
- 29 avril : Claude-Joseph Dorat, poète, dramaturge et romancier français, né le 31 décembre 1734.
- 11 mai : Nicolás Fernández de Moratín, dramaturge espagnol, né le 20 juillet 1737.
- 27 décembre Thomas Hales, dramaturge et librettiste anglais d'origine française, né vers 1740.